# Camilla de Rossi
Camilla de Rossi byla italská skladatelka, která žila na počátku 18. století ve Vídni.

## Život
Camilla de Rossi je mimořádný zjev v dějinách pozdní barokní hudby. Nejen to že ženy – hudební skladatelky jsou poměrně vzácné i v dnešní době, ale i naprostou absencí jakýchkoliv bibliografických údajů. Jedinými známými fakty jsou, že rakouský císař Josef I. Habsburský si u ní čtyři roky po sobě objednával oratorium k velikonočním svátkům, která byla provedena v císařské kapli a jejichž uvedení i sám navštívil a že v partiturách těchto děl jsou u jména autorky uvedena přízviska „Romana“ nebo „římského původu“. Rita Monaldiová a Francesco Sorti v poznámkách ke své knize „Veritas“ vyslovují domněnku, že Camilla de Rossi přišla do Vídně ke dvoru jako manželka italského hudebníka Francesca Rossiho, který prokazatelně zemřel ve Vídni 7. listopadu 1703. Vyhověla přání císaře na kompozici oratorií a posléze se uchýlila do kláštera, nejspíše do kláštera sv. Vavřince ve Vídni. Je prokázáno, že díla nejen zkomponovala, ale i nastudovala a jejich provedení řídila. Nebyly však nalezeny žádné dokumenty dokládající, že by byla u dvora zaměstnána nebo, že by ji byl vyplacen honorář. Jistým slabým místem této teorie je to, že skladatelů jménem Francesco Rossi působilo v letech 1650 – 1725 v Itálii a Rakousku hned několik.

## Dílo
Z díla Camilly de Rossi se dochovala pouze čtyři zmíněná oratoria. Na koncertech dnešních komorních orchestrů jsou často uváděny její „sinfonie“, ale to jsou pouze vybraná čísla z těchto oratorií. Je pravděpodobné, že pokud vstoupila do kláštera, pak její další skladby byly komponovány pouze pro vnitřní potřebu komunity a jsou anonymní.
Podle Barbary Garvey Jackson, která se tvorbou de Rossi zabývala, se skladby vyznačující důvěrnou znalostí smyčcových nástrojů se zvláštním smyslem pro barvu zvuku. Je zvláště pozoruhodné, že v oratoriu "Il Sacrifizio di Abramo", uvedeném v roce 1708 je předepsáno chalumeau, předchůdce dnešního klarinetu, které bylo vynalezeno teprve před pouhým rokem.
O kvalitách díla svědčí i to, že při záplavě barokní hudby byly v nedávné době pořízeny nahrávky dvou z těchto oratorií.

### Oratoria
- Santa Beatrice d’Este (1707)
- Il sacrifizio di Abramo (1708)
- Il figliuol prodigo (1709)
- Sant’Alessio (1710)

### Diskografie
- Rossi, Camilla de: „Il Sacrifizio di Abramo“, Terrie Baune, Judith Nelson a Bay Area Women's Philharmonic. Providence, RI. Newport Classic, 1990.
- Romana Camilla de Rossi: „Sacrifizio di Abramo" (1708). Weser-Renaissance, dir. Manfred Cordes, Susanne Rydén, Ralf Popken, Jan Strömberg, Classic Produktion Osnabrück, CPO 999 371-2 (1996).
- Romana Camilla de Rossi: Oratorio, "S. Alessio", (1710), Ensemble Musica Fiorita, Daniela Dolci, Pan Classics 510 136, 2001
- Camilla de Rossi: „Santa Beatrice d'Este“ (Vienna 1707), Daniela Dolci, Musica Fiorita, Graciela Oddone, Dennis Lakey, Makoto Sakurada; Lisandro Abadie, ORF CD 3092 (2010).